# Mubadala World Tennis Championship de 2010
O Mubadala World Tennis Championship de 2010 foi a 2a edição do torneio de exibição de ténis Mubadala World Tennis Championship.
Pelo regulamento do torneio, os 2 tenistas mais bem ranqueados passam direto para as semifinais. Assim, Roger Federer e Rafael Nadal, então Ns.01 e 02 do mundo, respectivamente, não precisaram jogar as 4as de finais.

## Tenistas Participantes
1. Roger Federer ATP No.1
2. Rafael Nadal ATP No.2
3. Nikolay Davydenko ATP No.6
4. Robin Söderling ATP No.8
5. David Ferrer ATP No.17
6. Stanislas Wawrinka ATP No.21

## Cruzamentos
|  | Quartas de Finais | Quartas de Finais  | Quartas de Finais | Quartas de Finais | Quartas de Finais |   |                 | Semi-Finais  | Semi-Finais         | Semi-Finais         | Semi-Finais         | Semi-Finais         |                     |  | Final | Final           | Final | Final | Final |  |  |
|  |                   |                    |                   |                   |                   |   |                 |              |                     |                     |                     |                     |                     |  |       |                 |       |       |       |  |  |
|  | 1                 | Roger Federer      | B                 | Y                 | E                 |   |                 |              |                     |                     |                     |                     |                     |  |       |                 |       |       |       |  |  |
|  |                   |                    |                   |                   |                   |   |                 |              |                     |                     |                     |                     |                     |  |       |                 |       |       |       |  |  |
|  |                   | 1                  | Roger Federer     | 78                | 61                | 2 |                 |              |                     |                     |                     |                     |                     |  |       |                 |       |       |       |  |  |
|  |                   |                    |                   |                   |                   | 2 |                 |              |                     |                     |                     |                     |                     |  |       |                 |       |       |       |  |  |
|  |                   | 4                  | Robin Söderling   | 6                 | 7                 | 6 |                 |              |                     |                     |                     |                     |                     |  |       |                 |       |       |       |  |  |
|  | 4                 | 4                  | Robin Söderling   | 6                 | 7                 | 6 | Robin Söderling | 7            | 7                   |                     |                     |                     |                     |  |       |                 |       |       |       |  |  |
|  | 4                 |                    |                   |                   |                   |   | Robin Söderling | 7            | 7                   |                     |                     |                     |                     |  |       |                 |       |       |       |  |  |
|  | 6                 | Stanislas Wawrinka | 64                | 62                |                   |   |                 |              |                     |                     |                     |                     |                     |  |       |                 |       |       |       |  |  |
|  |                   |                    |                   |                   |                   |   |                 |              |                     |                     |                     |                     |                     |  | 4     | Robin Söderling | 63    | 5     |       |  |  |
|  |                   |                    | 2                 | Rafael Nadal      | 7                 | 7 |                 |              |                     |                     |                     |                     |                     |  |       |                 |       |       |       |  |  |
|  | 5                 | David Ferrer       | 2                 | 6                 | 6                 |   |                 |              |                     |                     |                     |                     |                     |  |       |                 |       |       |       |  |  |
|  | 3                 | Nikolay Davydenko  | 6                 | 2                 | 4                 |   |                 |              |                     |                     |                     |                     |                     |  |       |                 |       |       |       |  |  |
|  | 3                 | Nikolay Davydenko  | 6                 | 2                 | 4                 |   | 5               | David Ferrer | 63                  | 3                   |                     |                     |                     |  |       |                 |       |       |       |  |  |
|  |                   |                    |                   |                   |                   |   | 5               | David Ferrer | 63                  | 3                   |                     |                     |                     |  |       |                 |       |       |       |  |  |
|  |                   | 2                  | Rafael Nadal      | 7                 | 6                 |   |                 |              | Disputa de 3o Lugar | Disputa de 3o Lugar | Disputa de 3o Lugar | Disputa de 3o Lugar | Disputa de 3o Lugar |  |       |                 |       |       |       |  |  |
|  |                   | 2                  | Rafael Nadal      | 7                 | 6                 |   |                 |              | Disputa de 3o Lugar | Disputa de 3o Lugar | Disputa de 3o Lugar | Disputa de 3o Lugar | Disputa de 3o Lugar |  |       |                 |       |       |       |  |  |
|  |                   |                    |                   |                   |                   |   |                 |              |                     |                     |                     |                     |                     |  |       |                 |       |       |       |  |  |
|  | 2                 | Rafael Nadal       | B                 | Y                 | E                 |   |                 |              |                     |                     |                     |                     |                     |  | 1     | Roger Federer   | 6     | 7     |       |  |  |
|  |                   |                    |                   |                   |                   |   |                 |              |                     |                     |                     |                     |                     |  | 5     | David Ferrer    | 1     | 5     |       |  |  |

## Classificação Final
| 1. Roger Federer (Semi-Finais, 3o Lugar) 2. Rafael Nadal (Campeão) 3. Nikolay Davydenko (Quartas-de-finais) | 1. Robin Söderling (Final, 2o Lugar) 2. David Ferrer (Semi-Finais, 4o Lugar) 3. Stanislas Wawrinka (Quartas-de-Finais) |

## Campeão
| Mubadala World Tennis Championship de 2010 |
| Rafael Nadal                               |
| ------------------------------------------ |
| Rafael Nadal Campeão (1º título)           |